# Arthur Train

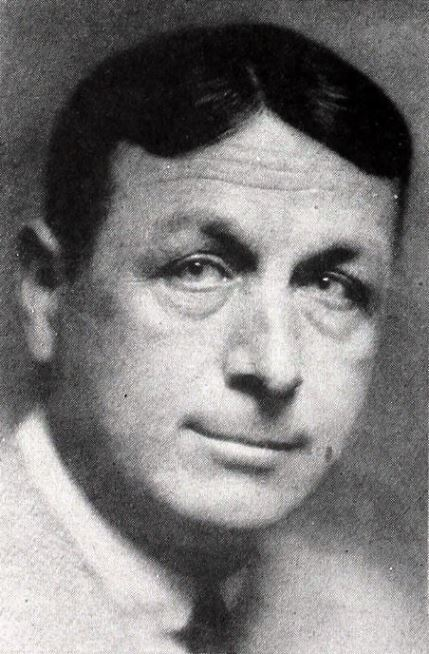
Arthur Train

Arthur Train, eigentlich Arthur Cheney Train, (* 6. September 1875 in Boston, Massachusetts; † 22. Dezember 1945) war ein US-amerikanischer Jurist und Schriftsteller.

## Leben
Train war ein Sohn des Politikers Charles Russell Train und dessen Ehefrau Sara Maria Cheney. Er studierte u. a. Rechtswissenschaften an der Harvard University und konnte dieses Studium 1896 erfolgreich mit dem Titel Bachelor abschließen. Er wechselte an die Harvard Law School und erreichte dort drei Jahre später den Bachelor of Laws.
Bereits 1897 hatte Train in seiner Heimatstadt Ethel Kissam geheiratet und hatte mit ihr vier Kinder. Mit Wirkung vom 1. Januar 1901 wurde Train zum Assistenten des District Attorney des Bundesstaates New York ernannt. In diese Zeit fallen auch seine ersten literarischen Versuche; 1904 konnte er mit seiner Erzählung „The Maximilian Diamond“ erfolgreich debütieren. Bis 1908 war er bei der Staatsanwaltschaft des Staats New York beschäftigt und schrieb nebenbei Kriminalromane bzw. auch Kriminalerzählungen; letztere wurden in Pulp-Magazinen bzw. Zeitschriften wie Leslie's Monthly o. ä. veröffentlicht.
1908 wechselte er als Jurist zu einer Versicherungsgesellschaft, wo er bis 1915 arbeitete. Zwischen 1915 und 1922 betrieb er zusammen mit Charles Albert Perkins eine Kanzlei. Danach legte er alle Ämter und Aufgaben nieder und widmete sich nur noch dem Schreiben. 1924 wurde er in die American Academy of Arts and Letters gewählt.
Seine Ehefrau starb 1923 und fünf Jahre später heiratete Train Helen Coster Gerard und hatte mit ihr einen Sohn, John (1928–2022), der als Anlageberater und Autor tätig war.
Arthur Train starb 13 Wochen nach seinem 70. Geburtstag am 22. Dezember 1945; bereits einen Tag später fand sich ein vielbeachteter Nachruf in der New York Times.

## Werke (Auswahl)
Belletristik
- Ambition. Kessinger Books, New York 2005, ISBN 1-417-93405-0 (Nachdr. d. Ausg. New York 1928).
- McAllister and his Double. Books for Libraires Press, Freeport, N.Y. 1970 (Nachdr. d. Ausg. New York 1905).
- The man, who rocked the earth. Arno Press, New Yoirk 1975, ISBN 0-405-06315-6 (Nachdr. d. Ausg. New York 1915).
- Paper Profits. A novel of Wall Street. Liveright Books, New York 11930.
- Tutt-Zyklus

1. Tutt and Mr. Tutt. 1920.
2. When Tutt meets Tutt. 1927.
3. Mr. Tutt finds a way. 1945.
4. Tut, Tut! Mr. Tutt! 1923.

Sachbücher
- Das Alltagsleben in Amerika („The story of everyday life“). Verlag Rohrer, Innsbruck 1952.
- From the District Attorney's Office. A popular account of criminal justice. Scribner's, London 1939.
- My Day in Court. Scribner's, New York 1939 (Autobiographie)
- The prisoner at the bar. Siedelights on the administration of criminal justice. Scribner's, New York 1922.
- Puritan's progress. An informal account of certain Puritans and their descendants from the American Revolution to the present time, their manners and customs, their development of American social and economic life during the last 150 years. Scribner's, New York 1931.
- The strange attacks on Herbert Hoover. A current example of what we do to our presidents. Day Publ., New York 1932.